# Stefan Sagmeister

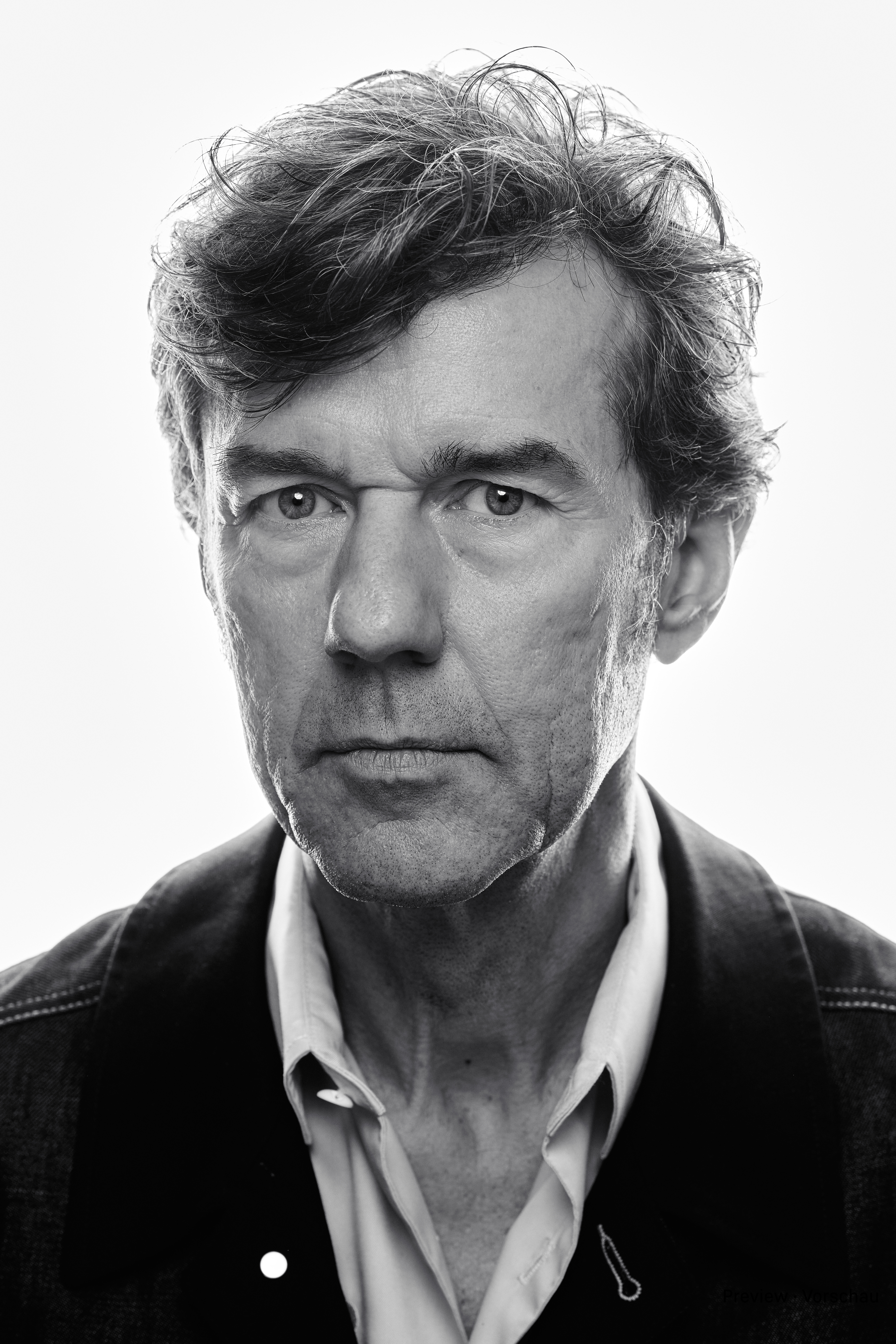
Stefan Sagmeister (2024)

Stefan Sagmeister (* 6. August 1962 in Bregenz) ist ein österreichischer Grafikdesigner und Typograf. Er lebt und arbeitet in New York City.

## Leben und Werk
Sagmeister besuchte die Höhere Graphische Bundes-Lehr- und Versuchsanstalt, studierte später Grafik und Design an der Universität für angewandte Kunst Wien und mit einem Fulbright-Stipendium am Pratt Institute in New York. Als 29-Jähriger zog Sagmeister nach Hongkong, um bei der Werbeagentur Leo Burnett zu arbeiten.

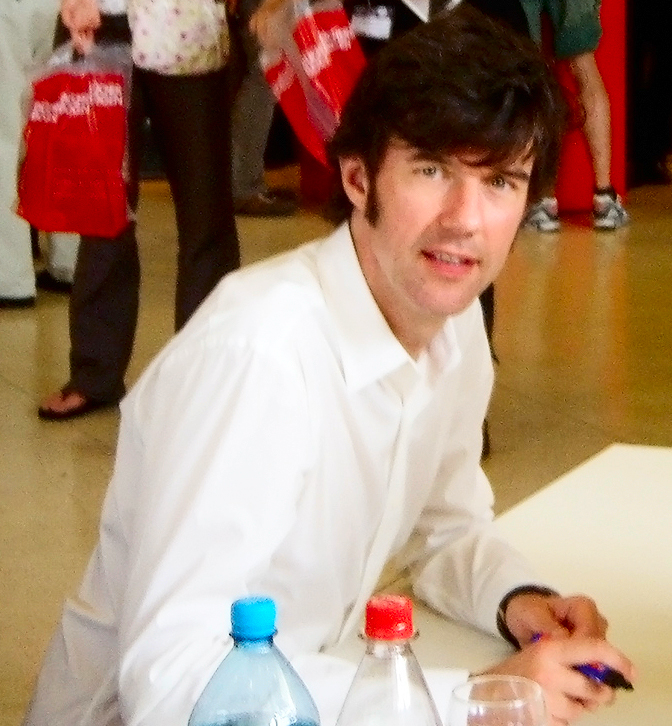
Stefan Sagmeister (2008)

1993 zog er wieder nach New York und gründete Sagmeister Inc., seine eigene Agentur. Seine Passion für die Musik hat er mit CD-Cover Designs und Packaging für zahlreiche namhafte Interpreten ausgelebt, darunter Lou Reed, die Rolling Stones, David Byrne, Aerosmith und Pat Metheny. 1997 und 1999 gestaltete er Poster für das American Institute of Graphic Arts, die Titelseite für das Designmagazin Print (März/April 1996) sowie die New York-Ausgabe des japanischen Designmagazins Idea.
Zu Peter Halls Veröffentlichung über ihn und sein Werk, „Made you Look“ (2009) entwarf Sagmeister das Design.

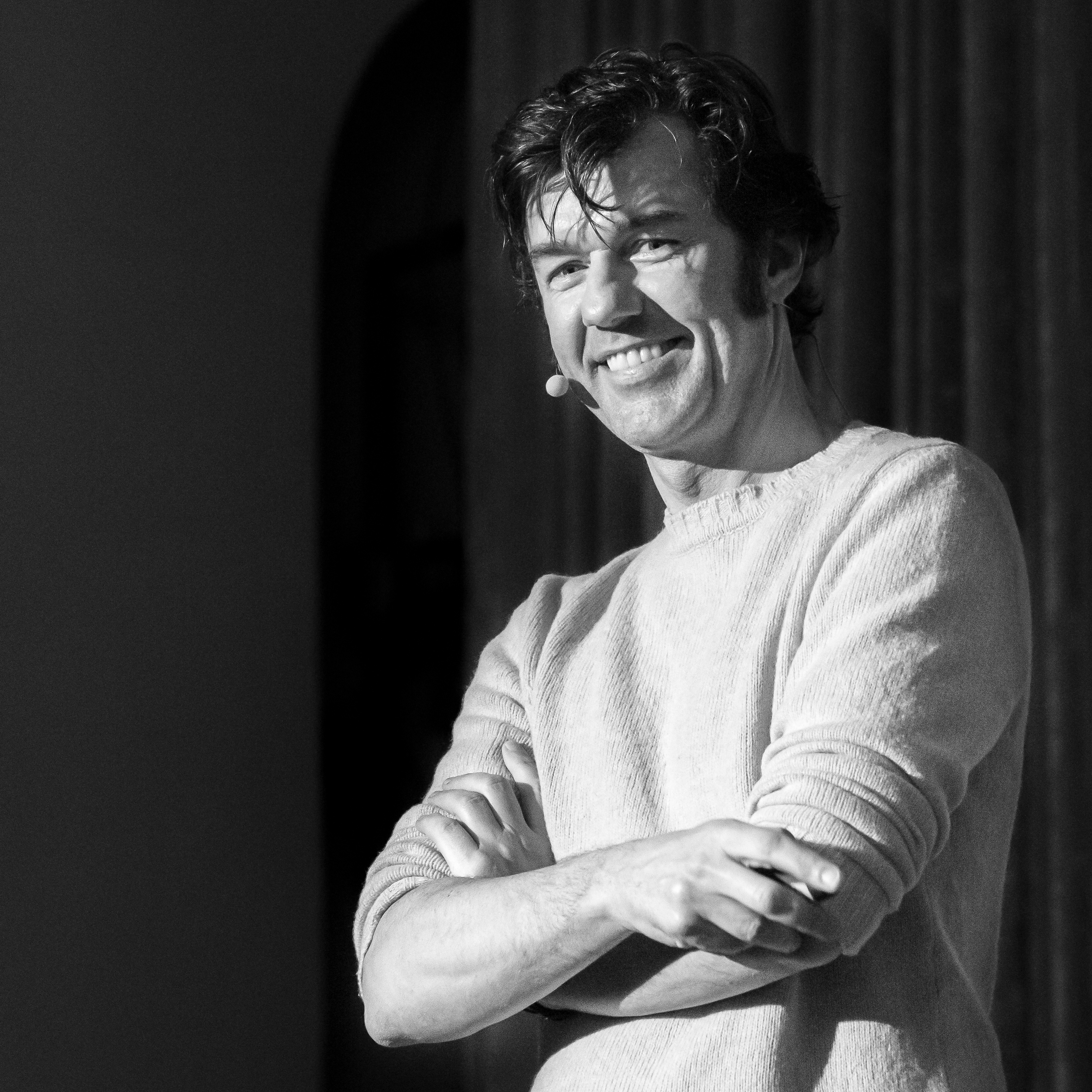
Stefan Sagmeister (2018)

Ab Juni 2012 führte er die Agentur zusammen mit der Designerin Jessica Walsh unter dem Namen „Sagmeister & Walsh“. Im Juli 2019 gab Walsh bekannt, dass sie Sagmeister & Walsh verlassen und ihr eigenes Studio, &Walsh, gründen wird.
Sagmeister benennt den 1999 verstorbenen Grafikdesigner Tibor Kalman als einen Wichtigen Anreger seiner Arbeit. Zugleich lebt der Designer Work-Life-Balance: seit er es sich leisten kann, nimmt er alle sieben Jahre ein Sabbatical.

## Auszeichnungen
- Sagmeister wurde bereits sechsmal für den Grammy nominiert und gewann ihn zweimal. Er erhielt für das Albumdesign des Longplayers Once in a Lifetime der Talking Heads sowie für Everything That Happens Will Happen Today je einen Grammy. Außerdem erhielt er einige internationale Auszeichnungen.
- Im Juni 2008 erhielt Sagmeister den von Studierenden der Köln International School of Design vergebenen Designpreis „Klopfer“.[6]
- 2009 erhielt Sagmeister den mit 50.000 Euro dotierten Lucky Strike Designer Award.
- 2013 wurde Sagmeister das Goldene Ehrenzeichen für Verdienste um die Republik Österreich verliehen.[7]
- 2014 war Sagmeister Praxisstipendiat der Villa Massimo in Rom.
- 2016 wurde er als Auslandsösterreicher des Jahres ausgezeichnet.[8]
- 2018 wurde er Österreicher des Jahres in der Kategorie Erfolg international.[9]

### Publikationen
- Stefan Sagmeister: Things I have learned in my life so far, Abrams, New York 2008, ISBN 0-8109-9529-8 (englisch).
- Stefan Sagmeister: Things I have learned in my life so far, Hermann Schmidt, Mainz 2008, ISBN 978-3-87439-747-6 (englisch).
- Stefan Sagmeister: Made you Look. Hermann Schmidt, Mainz 2009, ISBN 3-87439-770-X (deutsch, englisch).
- Stefan Sagmeister: Another book about Promotion and Sales Material. Hermann Schmidt, Mainz 2011, ISBN 3-87439-819-6 (deutsch, englisch).
- Stefan Sagmeister: Now is Better. Hermann Schmidt, Mainz 2023, ISBN 3874399257 (deutsch, englisch).

### Sekundärliteratur
- Peter Hall: Sagmeister. Made You Look. Booth-Clibborn, London 2001, ISBN 1-86154-207-0.
- Peter Hall: Sagmeister. Made You Look. Verlag Hermann Schmidt Mainz, Mainz 2009, ISBN 978-3-87439-770-4.
- Anita Kern, Bernadette Reinhold, Patrick Werkner (Hg.): Grafikdesign von der Wiener Moderne bis heute. Von Kolo Moser bis Stefan Sagmeister. Aus der Sammlung der Universität für angewandte Kunst Wien. Springer Verlag, Wien 2010.[10]
- Till Huber: „Glücksgestaltung“. In: POP. Kultur und Kritik, Heft 8, 2016, S. 76–87.

### Vorträge
- 7 rules for making more happiness (englisch)

## Ausstellungen
- 2001: Stealing Eyeballs im Künstlerhaus Wien
- 2002: Handarbeit im Museum für angewandte Kunst (Wien)
- 2003: Handarbeit im Museum für Gestaltung Zürich
- 2003: Sagmeister Inc. On a Binge in der DDD Gallery Tokyo[11]
- 2015: Stefan Sagmeister: The Happy Show im Museum für angewandte Kunst (Wien)
- 2016: Stefan Sagmeister: The Happy Show im Museum Angewandte Kunst (Frankfurt am Main)[12]

Sagmeister & Walsh:
- 2018: Architekturbiennale Venedig: Thoughts Form Matter. Henke Schreieck Architekten (Wien), LAAC Architekten (Innsbruck) und Sagmeister & Walsh (New York) kuratiert von Verena Konrad.[13][14]
- 2018: Sagmeister & Walsh: Beauty im Museum für angewandte Kunst (Wien)[15]
- 2019: Sagmeister & Walsh: Beauty im Museum Angewandte Kunst (Frankfurt am Main)[16]

## Filmografie
- 2016: The Happy Film (Dokumentarfilm)[17]